# アジア経済研究所図書館
アジア経済研究所図書館（アジアけいざいけんきゅうしょとしょかん）は、アジア・途上国に関する研究機関であるアジア経済研究所に併設された専門図書館である。地域研究や途上国の開発問題に関する資料の収集と公開を目的としている。

## 利用方法
利用資格は特になく、誰でも入館できる。一部の貴重書は閉架となっているが、市谷曙橋時代と異なり、ほとんどの蔵書（図書）、新聞、雑誌は開架に配置されており、自由に閲覧できる。開館日は一部の季節を除く、平日である。ただし、月末は図書整理日とされ、閉館している。
入館には、入館手続きが必要である。ただし、リピーター（あるいは、その可能性がある場合）は、利用者カードを作成する事で、二度目からの入館手続きが簡素化できる。その場合でも、貸し出しはできない。
コピーに関しては、従来、国立国会図書館などと同様、申込書に記入し、スタッフにコピーを依頼する形であった。しかし、コピー費用が高くなるなどの苦情が多いため、現在はセルフ形式のコピー機も設置され、利用可能となった。
なお、小学生以下の入館には保護者の同伴が必要である。都心から郊外に移転したため、周辺住民の利用があると考えられたための処置である。
最寄り駅は、JR京葉線海浜幕張駅である。総武線および京成千葉線幕張本郷駅からはバスに乗り換え、海浜幕張駅に行けばよい。また、少し遠いが総武線幕張駅南口から徒歩約20分ほどで行くこともできる。

## 収蔵資料

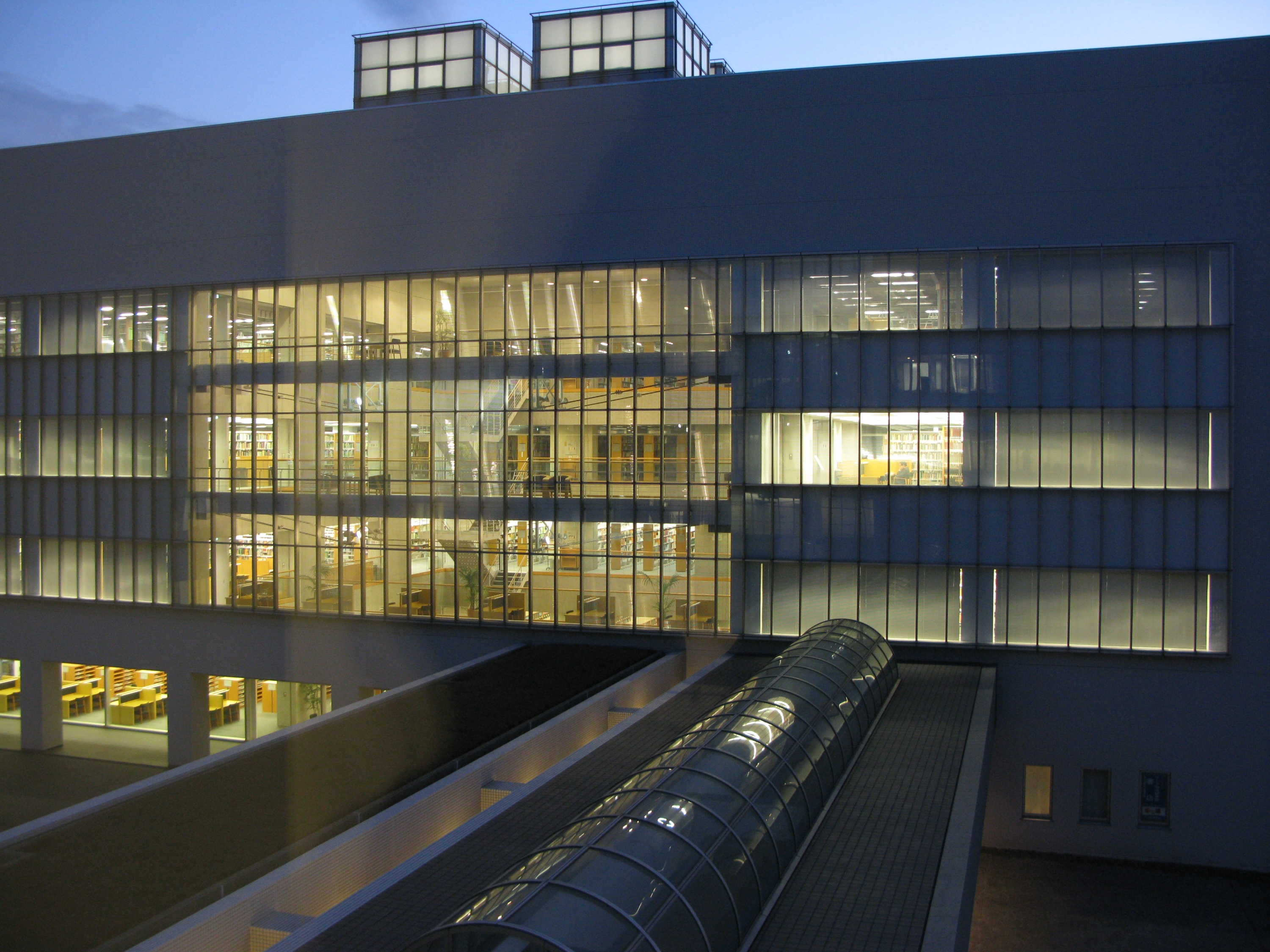
アジア経済研究所図書館

蔵書数は約31万冊弱（和書7万冊強、外国語書23万冊強）に及ぶ。途上国研究に関する書籍を中心に集めているため、大学図書館などに比べると一般書・理論書の蔵書が弱い。しかし、途上国の現地資料や日本の旧植民地に関する資料では、日本でも最も充実した蔵書を誇る。
外国語書には、中国語書籍3万8千冊、朝鮮語書籍1万9千冊を始め、世界各国で出版された政治経済、社会などの文献が含まれている。また、統計書の充実においては、国内の他図書館の追随を許さない。特に中国の統計資料に関しては、全国、省レベルであれば、1960年代以降の各種統計書が揃っている。また、主要な地区級市の年鑑や統計年鑑も蔵書していることが多い。中国国内の研究機関でも、これだけ揃っている所は多くないといわれる。
日本の旧植民地資料は、旧満鉄調査部関係者などから寄贈された書籍などが所蔵されている。満州国や中国の疎開地に関する記録から、朝鮮総督府や台湾総督府関係の資料も多い。その一部は劣化が激しいため、増設された閉架スペースに保管され、特に史料価値の高いものの一部が電子化されている。
このほか、アジア・途上国の主要な日刊紙や雑誌が収集されている。日刊紙は入荷次第、毎開館日、配架されている。

## 電子サービス

### OPACとその諸機能
現在、Webブラウザなどを利用してOPACを利用し、ほとんどの蔵書について検索する事が出来る。共著の場合は、各論文のタイトルや執筆者も収録されている。
雑誌記事検索も可能である。雑誌は主な記事のタイトルや著者、分野などが入力されている。収録範囲は、日本や海外の大学紀要や学会誌、専門誌である。そのため、入荷から配架までには数週間を要する事も有る。また、国立国会図書館のOPACからも日本の雑誌記事検索が可能であるが、アジア･途上国関連の記事が必要な場合は、アジ研図書館OPACの方が的確な検索結果を得やすい。国内外の商用雑誌、学術誌、大学紀要を問わず、アジアや途上国に関する論考を収集している。ただし、2、3ページ程度のコラムやエッセイは、入力の対象から外されている。そのため、社会科学系の研究において必要な論文や雑誌記事を探す場合には、利用価値が高い。
このOPACの機能をベースにして、新着図書や雑誌記事を電子メールで通知するサービスも利用できる。ただし、雑誌記事の登録には時間がかかるため、「書店での発売後に直ぐに購入したい」といった目的での情報収集には不向きである。

### 電子図書館
このほか、電子図書館の機能の拡充にも取組んでいる。著作権上の問題から、図書館の蔵書をそのまま電子化することはできない。そのため、著作権の保護期間が満了したものや、アジア経済研究所が著作権を持つ出版物、あるいは内部研究者の執筆物などを公開している。

#### ARRIDE（機関リポジトリ）
アジア経済研究所 学術研究リポジトリ(ARRIDE)は、アジア経済研究の機関リポジトリである。本来、機関リポジトリとは内部研究者が外部発表した論文や執筆記事を収録し、公開したものである。ただし、アジア経済研究所では外部論稿の他、自ら発行している雑誌媒体やディスカッションペーペーも収録している。とはいえ、現在のところ、広報誌の位置づけとされている『アジ研・ワールドトレンド』の記事はAPRIDEに含まれず、アジ研ウェブサイトの通常ページとして公開されている。

#### デジタルアーカイブス
デジタルアーカイブスでは、開架に配置できない貴重資料などや、研究所（旧アジア経済出版会を含む）出版物を電子化して公開している。現在、6コレクションが公開されている。なお、有料出版物の公開については、出版事業への影響を避けるため、無料公開は一定期間を経たものに限られる。
- 貴重書
アジア経済研究所が旧満鉄調査部の一部遺産を引き継いだ経緯から、戦前の植民地や満州国、占領地に関する資料が多い。
  - 岸幸一コレクション：戦前の南方における日本軍関係資料。
  - 近現代アジアのなかの日本：満州国、朝鮮総督府、台湾総督府）関係資料。

- アジ研出版物
  - アジア動向データベース
2007年より公開。アジア動向年報の本文・資料・統計データを収録している。1970年のアジア動向年報発刊以来、全ての年の内容が公開されている。ただし、無料公開は出版から5年以上経過したものに限られる。最近5年分は有料公開（法人賛助会限定）となっている。
なお、出版物を見たかのように引用する目的で利用する場合は注意が必要となる。というのも、出版物では発刊年が書籍名に付されている。たとえば、2007年の情勢を解説したものは、『アジア動向年報 2008年』として出版される（ただし、各章のタイトルは「2007年の●●」）。しかし、本データベースでは出版物のタイトルではなく、各章が情勢解説を行った年に基づいて整理されている。むろん、本データベースのみを利用する場合、これは意識すべき問題でない。
  - アジ研出版物アーカイブス
2008年6月より公開。現在のところ、1990年以降のアジ研出版物を電子公開している。研究叢書や最近のシリーズは網羅しているが、刊行が中止された以前のシリーズなどはまだ準備されていない。ただし、無料公開は出版から10年以上経過したものに限られる。最近10年の出版物は有料公開（法人賛助会限定）となっている。

- その他
  - 「日本の経験」を伝える
アジ研が国際連合大学から委託を受けた戦後日本の復興開発に関する研究に関する資料や論文などが公開されている。
  - フォトアーカイブス 1960年代の開発途上国
アジ研関係者が撮影した写真を中心に公開している。

## 他図書館との連携
本図書館でも貸し出しは、職員と研究会参加者のみに限定されている。そのため、一般利用者は直接借り出す事ができない。しかし、ほかの専門図書館、大学図書館などとの間で、蔵書の相互貸し出しが行われている。そのため、大学生であれば所属大学の図書館を通して、貸し出しを受ける事も可能である。
アジア経済研究所がジェトロと合併したため、本図書館もジェトロのビジネスライブラリーとの連携が図られている。合併から独立行政法人化までの一時期は、組織上、本図書館は研究所から切り離され、ジェトロの一部となっていた。ビジネスライブラリーは、アジ研図書館長の下に置かれた。しかし、これは実態とかけ離れているとされ、独法化した2003年10月以降は名実ともアジ研の一部に復帰した。
また、アジ研自体が都心を離れ、図書館の利用者も激減してしまった。それへの対応として、赤坂のジェトロ本部にあるビジネスライブラリーの一角にテレビ電話を設けて、アジ研図書館サテライトを開設している。ただし、図書館の性質や機能から見て、ジェトロビジネスライブラリーとの実質的な協力は、あまり成果を上げていない。
むしろ、アジ研図書館に最も近い機能をもつのは、国立国会図書館関西館にあるアジア資料室である。特に貴重書や特殊資料の電子化など、膨大なコストがかかる事業においては相互協力が不可欠である。アジ研図書館は研究所と併設しており、研究員の海外出張や在外研究において資料収集を行わせることもある。そのため、国会図書館に比べて、海外資料の収集能力が高い。一方で、アジ研図書館は、ジェトロの統合の影響もあり、旧植民地・満鉄関係資料などの歴史価値の高い資料の活用が難しく、予算申請も難しいとの問題を抱えている。そのため、両者の間で役割分担を行う意義は高いと思われる。